# Guriezo

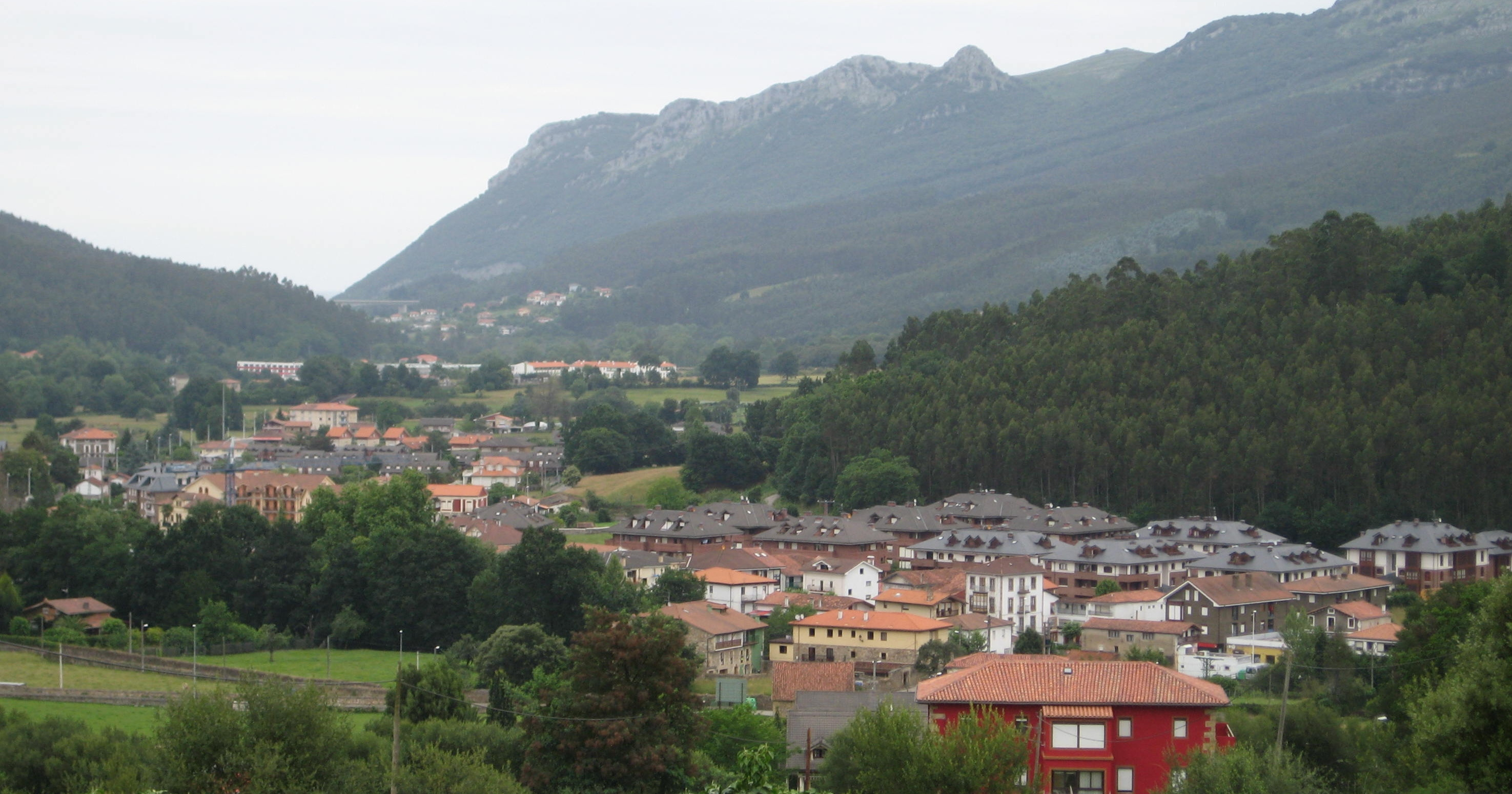
Guriezo

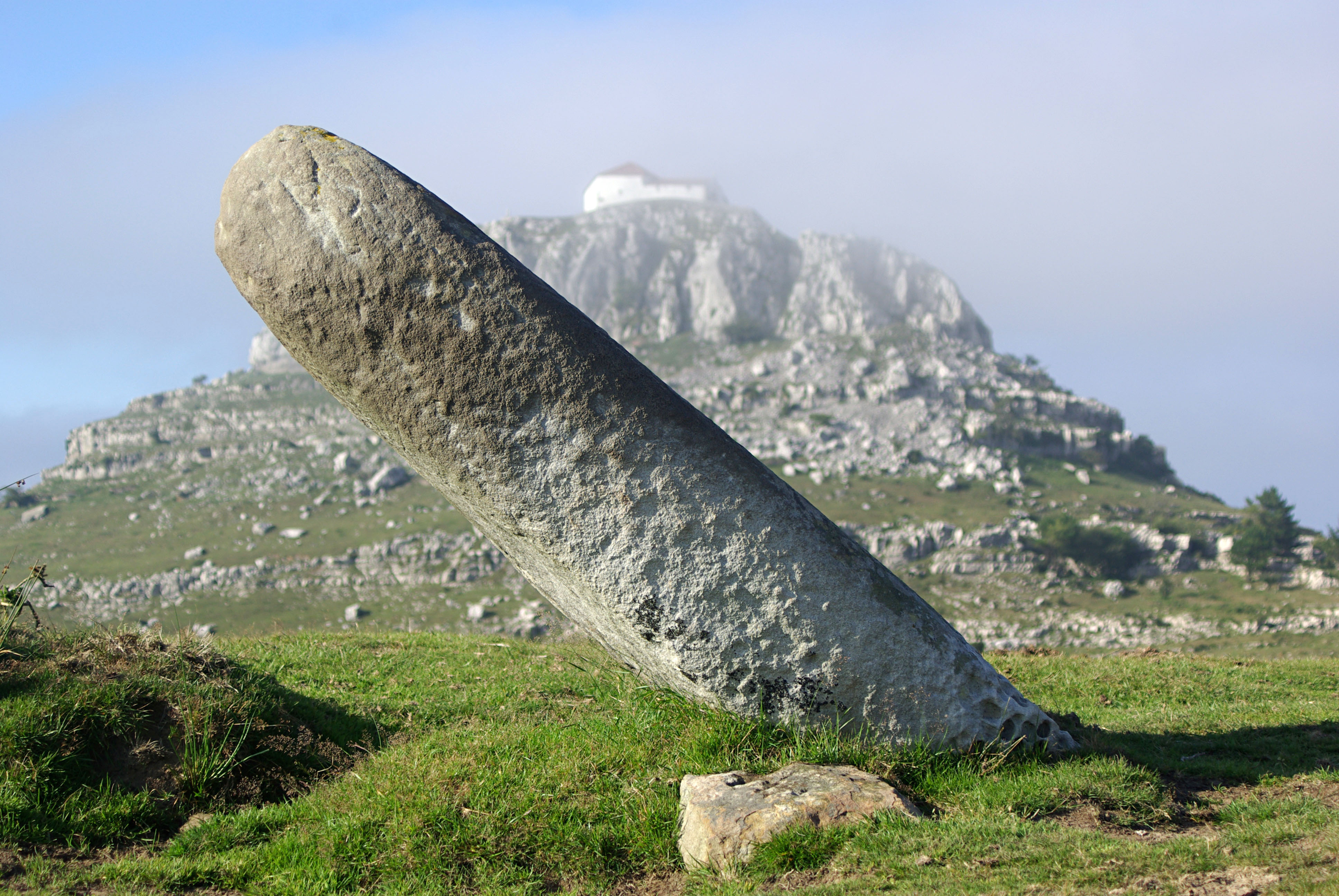
Menhir

Guriezo is een gemeente in de Spaanse provincie Cantabrië in de regio Cantabrië met een oppervlakte van 75 km². Guriezo telt 2.359 inwoners (1 januari 2016).

## Demografische ontwikkeling
Bron: INE; 1857-2011: volkstellingen